# Edvin Foreby
Edvin Foreby, född Fritz 18 juli 1895 i Maglarps församling, död 23 mars 1981 i Dalköpinge, var musiker och tonsättare, författare och folkskollärare. Han var under sitt yrkesliv som lärare bosatt i Svedala. 1945 bytte han efternamn till Foreby. Han gav ut böcker under båda namnen.

## Biografi
Edvin Fritz  far var fiskare. När Edvin var fem år gammal flyttade familjen till Limhamn där han växte upp. Efter folkskolan utbildade han sig till möbelsnickare. Han arbetade som fiskare, pråmkarl och på ett mudderverk. 
1915 påbörjade Edvin Fritz en utbildning till folkskollärare vid seminariet i Lund. Han tog sin examen 1919 och fick en lärartjänst i Svedala och detta år avlade han även en kantorsexamen. Han verkade därefter som lärare i Svedala fram till 1960. Efter sin pensionering flyttade han till Dalköpinge vid skånska sydkusten, för att åter komma nära havet.
1945 bytte Edvin Fritz och hans familj efternamn till Foreby. Ett skäl var att fritz i vissa länder kunde vara en nedsättande beteckning för tyskar. Hans son gick till sjöss 1945 med destination USA och ville inte riskera att bli trakasserad för sitt namn.
Edvin Foreby  studerade sång i flera år. Han bildade och ledde Svedala ABF-kör och deltog som cellist i Svedala musiksällskap. Han tonsatte dikter av författarna Ragnar Jändel, John O. Ericsson och Nils Ludvig Olsson. Hans musik till Härdad i hunger (Jändel) och Frihetssång (Ericsson) publicerades i Tidens sångbok (1935) och har därefter tryckts i flera nya upplagor (Jändel), senast 1983. Båda sångerna finns med i Så stiger en sång : kamp- och frihetssånger under hundra år (1987). Edvin Fritz finns även representerad i flera samlingar med skolsånger.

## Författargärning
Som lärare saknade Edvin Fritz en lärobok i hembygdskunskap. Han skrev därför själv Vår bygd : anteckningar om Svedala och omgivningarna : till hembygdsundervisningens tjänst (1937). Boken blev formellt antagen som läromedel.
I antologin Spela teater : pjäser och anvisningar för skolor (1952) finns pjäsen Nutidsprinsessan av Edvin Foreby .
På 1950-talet skrev Foreby två ungdomsromaner. Rymmare på långfärd (1958), med illustrationer av Stig Claesson, signaturen Slas, handlar om en ung pojke på glid. För att komma undan jagande myndigheter tar han sig osedd ombord på ett lastfartyg. Han får följa med till Mexiko och under resans gång får han också en annan inställning till livet.
Godulv, flintmakarens son (1959, på omslaget Godulv, flintknackarens son) utspelas under stenåldern vid Yddingesjön strax norr om Svedala. Det fanns under jägarstenåldern en bosättning vid sjön.